# Banca di Oklahoma
La Banca di Oklahoma è stata una impresa artistico-finanziaria e societaria con sede a Crema. La banca è stata attiva tra il 1988 e il 1996 ed è stata diretta da Aldo Spoldi. La sua storia rappresenta una scalata in continua evoluzione. Sono operazioni che possono essere lette come patafisiche, concettuali e relazionali allo stesso tempo, non senza una buona dose di comicità. L'embrione risale alla piccola casa editrice Trieb. Dopo aver assunto il controllo, ne continua il pensiero legato agli stretti rapporti tra arte e economia. Con il nome Banca di Oklahoma, nome derivato dal collettivo studentesco Teatro di Oklahoma, è prima chiamato un gruppo artistico, che sarà poi registrato in Oklahoma srl nel 1990 ed infine trasformato in B.D.O. spa nel 1994.

## Storia della Banca di Oklahoma
L'embrione della Banca di Oklahoma non risiede solo nel Teatro di Oklahoma del 1975, ma anche nel testo del 1973 edito da Trieb "Ataman è anche per la guardia rossa".
Viene teorizzata nel pamphlet "Qui comincia l'avventura del Signor Bonaventura", presentato alla Galleria Guido Carbone a Torino nel maggio del 1989 ed è più simile, che ad un manifesto artistico, tipico delle avanguardie storiche, ad una campagna pubblicitaria. Qui Aldo Spoldi illustra un'economia che sappia ridere di sé stessa e dichiara il suo desiderio di trasformare il gruppo in srl. Il titolo della brochure diverrà anche l'immagine del logo.
Dopo l’esordio presso la Galleria Carbone di Torino, verrà accolta 
in vari spazi in Italia e all’estero.
È frutto di tutta l'esperienza teatrale di Aldo Spoldi portata avanti negli anni 80 ed anticipa la presenza del lavoro artistico nell'aspetto collaborativo.
Il 12 febbraio del 1990 la Banca di Oklahoma viene regolarmente registrata presso il tribunale di Crema con il nome di Oklahoma s.r.l. e un capitale sociale di £ 20.000.000 con oggetto sociale "la produzione, il commercio e l'intermediazione di opere d'arte". Le quote societarie sono così distribuite: Aldo Spoldi 51%, Giovanni Rossi 39%, Vittorio Benviolandi 5%, Sergio Fiori 5%.
Tale statuto societario, insieme ai documenti riguardanti la contabilità della banca, è stato esposto allo Studio Casoli Milano nel 1990. Ciò è uno dei lati della duplice natura della banca: esporre se stessa attraverso serigrafie di documenti, e produrre oggetti artistici realizzati con l'ausilio di collaboratori esterni.
Lo scopo principale della banca è quello di recuperare lo statuto dell'opera d'arte, andato perduto nel processo capitalista, e può trovare il proprio referente nella continuità delle idee di Theodor Adorno, nello specifico la Teoria estetica pubblicata nel 1970.
Nel 1994 si trasforma in società per azioni, B.d.O. Ltd, mai emesse sul mercato azionistico. B.D.O. però pubblica all'Accademia di belle Arti di Brera un bando di concorso, indirizzato agli studenti braidensi, mirante la creazione di personaggi virtuali conservando, così, un grande valore critico.
Parteciperà alla XV Biennale di Parigi e al simposio internazionale Art est Entreprise tenuto alla Sorbona nel 2006.

### I Brunelli
La banca ha prodotto sin dall'inizio una moneta chiamata Brunello, multiplo d'artista finalizzato ad acquistare giovani artisti. Si tratta di un patabusiness.
All'inizio ne vengono emessi tre: il primo a £ 800.000 di Piero Gilardi in gommapiuma, un altro di Spoldi a £ 600.000 in terracotta e di Plumcake in vetroresina a £500.000. Si tratta di un ironico ed artistico gioco economico. Sempre lo stesso anno le tre monete realizzate verranno utilizzate nell'opera intitolata "Blue Chips", capace di fornire, come in un grafico di borsa, i prezzi aggiornati in tempo reale.. L'anno successivo (1989) altri due Brunelli vengono coniati di Bertozzi e di Dal Monte Casoni. La prima opera d'arte acquistata con il Brunello è simbolicamente significativa: sottolinea infatti le radici patafisiche e situazioniste della banca.

### Il Museo
Le operazioni del sistema dell'arte e del mondo dell'economia industriale si incrociano con le attività della banca
La banca di Oklahoma possedeva un museo, risalente al 1988, realizzato attraverso l'acquisto tramite i Brunelli di opere d'arte degli artisti già affermati e degli emergenti degli anni 90. Per la prima volta espone le opere acquistate come proprie alla mostra"For real Now", a Horn, con il titolo "Pony Express", contrapponendosi, così, alla solitudine dell'artista moderno, compiendo il gesto economico di comperare ciò che si ama.
Si tratta di un'operazione che spinge agli estremi la logica del duchampiano ready made: esporre ironicamente le opere acquistate come proprie.

### La Scuderia
Nel 1989 la Scuderia della Banca di Oklahoma produce quattro automobili da corsa. Si chiamano "Barone Rosso", "Barone Rosso GT", "Barone Rosso 2+2" e "Volpaia Gt". Sono dei "giocattoloni patafisici" in sfida comica con le creazioni di Salvatore Scarpitta e la Testa Rossa della Ferrari.
I primi tre vengono presentati per la prima volta al Palazzo di Cristallo di Madrid, prima tappa dell'itinerante mostra "L'Altra Scultura" a cura di Renato Barilli nel 1990, La quarta, la "Volpaia Gt", "bollide fiammeggiante", invece è presentata e collaudata alla mostra del settembre 1990 "Inverosimile" al Castello di Volpaia. Le quattro auto infine verranno esposte tra le "Auto più bella del mondo" del 1997 alla Triennale di Milano. 
Il giornalista di formula uno Giorgio Terruzzi sostiene che le creazioni della scuderia della Banca di Oklahoma hanno modificato sostanzialmente ogni approccio al tema-velocità e al tema-comicità.
In seguito ha realizzato una serie di biciclette da corsa in collaborazione con la ditta Bianchi, biciclette che ribaltano la ruota di Duchamp riportandola nel quotidiano.

### La cantina
Oltre al museo e alla scuderia aveva una Cantina, composta da 180 bottiglie in ceramica prodotte dalla Bottega dei Vasai di Corso San Gottardo a Milano, con packaging studiato da Luigi Piola, di recente esposta a Biennolo (2021).

### Le Assicurazioni
(Aldo Spoldi)
Oklahoma Assicurazioni viene aperta in occasione della mostra "Special Offert" tenuta allo Stedelijk Museum di Amsterdam nel 1991. Avvalendosi della collaborazione di un broker assicurativo, Assieb del gruppo Nikols di Milano, assicura sé stessa e le opere di Ingold Airlines e di Servaas & zn.

## Il contesto artistico della seconda metà degli anni '80
La seconda metà degli anni Ottanta sono gli anni in cui il libro "La condizione postmoderna" di Lyotard (1979) sembra avvolgere la realtà. Le riviste e le gallerie si moltiplicano, l'arte si organizza in "sistema dell'arte" e diventa affare di promozione e di consenso. Lo spartiacque artistico è il 1985.
Sono anni della simulazione, di rifiuto verso la pittura, del neo-concettuale e del neo-minimale, e sono caratterizzati dalla nascita di molti gruppi artistici, esperienze che più tardi verranno definiti da Bourriaud relazionali.
 Il discorso economico è assunto non solo come argomento e rappresentazione, ma come modello dell'organizzazione artistica: museo, critica, gallerie diventano gli strumenti, non più le finalità.

## Opere nei musei
- Iscrizione alla camera di commercio, 1990, Groninger Museum, Groninga[54]
- Marchio Banca di Oklahoma 1990, serigrafia su metallo, Museo d'Arte Contemporanea all'Aperto di Maglione[55]
- Marchio Banca di Oklahoma 1993, serigrafia su metallo, Groninger Museum, Groninga[56]
- Mountainbike,1993, Groninger Museum, Groninga[57]
- Bicicletta da corsa,1993, Groninger Museum, Groninga[58]
- Marchio Banca di Oklahoma 1993, serigrafia su metallo, Museo d'Arte Paolo Pini, Milano[59]

### Libri
- Loredana Parmesani, Arte&co, Milano, Politi, 1991, ISBN 8878160520.
- Marco Senaldi, Compro dunque sono, Milano, Arcipelago, 2003.
- Elio Grazioli, Arte e Pubblicità, Milano, Bruno Mondadori, 2007, ISBN 8842497061.
- Gabriele Perretta, Art.comm, Roma, Castelvecchi, 2015, ISBN 9788873940050.
- AA.VV., La banca di Oklahoma, a cura di Loredana Parmesani e Patrizia Gillo, Milano, Postmedia Books, 2021, ISBN 9788874903092.(il saggio di Sara Fontana è consultabile  qua (PDF), su repository.unipr.it. URL consultato il 25/09/2022. con numerazione differente, pp. 62–87 invece di pp. 15–36)
- (FR) Corina Mila, Esthétique de l'art invisuel, Parigi, Editions du Panthéon, 2021, ISBN 9782754756051.

### Cataloghi
- Aldo Spoldi, Qui comincia l'avventura del Signor Bonaventura, Torino, Guido Carbone, 1989.(consultabile in Banca di Oklahoma, pp. 47–48)
- AA.VV., Comodato, Crema, Oklahoma srl, 1993, OCLC 921018785.
- AA.VV., Due tre cose che so di loro, Milano, Electa, 1998, ISBN 8843564285.

### Articoli
- Floriana Pique, Teatro di Oklahoma-Guido Carbone Torino, in flash art, n. 151, estate 1989.
- Loredana Parmesani, L'infedeltà dell'arte: il Logo, in flash art, n. 156, giugno/luglio 1990,  pp. 98–99.
- Vittoria Coen, Inverosimile, in flash art, n. 159, Dicembre/Gennaio 1990-1991.
- (FR) Banca di Oklahoma in XV biennale di Parigi (PDF), su biennaledeparis.org. URL consultato il 24 settembre 2022 (archiviato dall'url originale il 23 luglio 2007).
- Alessio Fransoni, Banca di Oklahoma, su luxflux.org (archiviato dall'url originale il 13 maggio 2006).